# Andreanof Islands
Die Andreanof Islands sind eine Inselgruppe der Aleuten im Südwesten Alaskas (USA). Sie liegen zwischen den Rat Islands im Westen und den Islands of Four Mountains im Osten. Auf den Inseln kommt es häufiger zu Erdbeben mit einer Stärke bis über 5 auf der Richterskala.

## Geographie
Die Ost-West-Ausdehnung der Inseln beträgt 440 km. Die totale Landfläche aller Inseln, einschließlich der Gruppe der Delarof Islands, beträgt 3925 km². Nach der Volkszählung des Jahres 2000 leben auf den Inseln 412 Personen, der Großteil davon in dem Ort Adak auf Adak Island.
Die Delarof Islands, eine Untergruppe der Andreanof Islands, bilden deren westlichsten Teil.
Die größten Inseln der Andreanof Islands sind, von West nach Ost, Gareloi Island, Tanaga Island, Kanaga Island, Adak Island, Kagalaska Island, Great Sitkin Island, Atka Island, Amlia Island und Seguam Island. Die Inseln sind meistens neblig und, wegen des konstanten Windes, baumlos.

## Geschichte
Die Gruppe wurde 1761 nach dem russischen Navigator Andrejan Tolstych, einem der ersten Erforscher der Inseln, benannt. Sie waren im Zweiten Weltkrieg von großer strategischer Bedeutung, daher wurden dort mehrere US-Militärbasen angelegt. Diese wurden nach dem Krieg erweitert, aber 1995 geschlossen.

### Erdbeben
Am 9. März 1957 um 14:22:31 UTC ereignete sich hier ein Erdbeben der Stärke 8,6 auf der Richterskala. Früher wurde die Stärke mit 9,1 angegeben, daher findet man diesen Wert in vielen älteren Statistiken. Dieses große Beben zerstörte zwei Brücken auf Adak Island, beschädigte Häuser, und hinterließ eine 4,5 m breite Spalte auf einer Straße. Auf Umnak Island wurde ein Teil eines Docks zerstört und der Mount Vsevidof brach nach einem zweihundertjährigen Schlummer aus. Auch bildete sich ein 15 m hoher Tsunami, der die Küstenlinie bei Scotch Cap traf und ein 8 m hoher Tsunami, der viele Gebäude bei Sand Bay wegspülte. Dieser Tsunami lief weiter nach Hawaii, wo er zwei Dörfer auf Oʻahu und Kauaʻi zerstörte. Der Tsunami verursachte auch kleinere Schäden in der San Diego Bay in Kalifornien.
Mehr als 300 Nachbeben wurden aus dem südlichen Teil der Aleuten von Unimak Island bis zum Amchitka Pass, einer Meerenge zwischen Andreanof und Rat Islands, gemeldet. Darunter am 12. März um 11:45 UTC ein Erdbeben der Stärke 7,0 auf der Richter-Skala, das auf Adak Island und auf Umnak verspürt wurde. Am 14. März um 14:48 UTC ereignete sich ein Erdbeben der Stärke 7,1 und am 16. März um 02:34 UTC eines der Stärke 7,0, die beide auf Adak Island verspürt wurden.